# 长春真人西游记
《長春真人西遊記》是金朝和元朝道教全真派道士李志常撰寫的一本遊記，主要記述了其師丘處機和弟子應成吉思汗之邀遠赴中亞途中的見聞，也順道記述了一些丘處機的生平，是研究13世紀中亞歷史、蒙古歷史和中國道教歷史的重要典籍。

## 始末
此書分上下兩卷，書前有孫錫所作序，卷後附錄成吉思汗的聖旨等相關文字資料。
上卷開篇記載丘處機拒絕金和南宋的邀請，並對弟子們說，當有留不住時去也。後來鐵木真派劉仲祿來請丘處機，他才率弟子十九人於1220年自山東出發，經今北京、宣化、達賚諾爾、呼倫貝爾、烏蘭巴托、杭愛山、科布多、阿爾泰山、準噶爾盆地、輪台、天山、撒馬爾罕、鐵門關等地，於1222年抵達今阿富汗境內的興都庫什山脈覲見成吉思汗。
下卷記述丘處機三次向成吉思汗講道（具體內容見耶律楚材的《玄風慶會錄》），並隨從其返回蒙古，其間，丘處機多次勸諫成吉思汗戒殺，1223年，丘處機辭歸故鄉，1224年抵達燕京，主持天長觀（今白雲觀）。
此書長期埋沒於道教典籍《道藏》之中，直到清朝乾隆六十年（1795年），方由錢大昕和段玉裁在蘇州玄妙觀《道藏》中發現，由錢大昕抄出，得以大行於世。

## 關於弟子人數
有些文章、書籍記錄是18人，是依照書後附錄弟子名稱只有18人所改，《長春真人西遊記》原記載是19人。

## 版本
- 《道藏》本
- 《道藏輯要》本
- 《海國圖志》節本
- 王國維《長春真人西遊記》校注本

## 翻譯本
- 1866年俄國東正教北京傳道團修士大司祭[2]巴拉第·卡法羅夫（Палладий Кафаров）首先從《道藏輯要》中將此書翻譯成俄文，發表在《俄國北京佈道團成員著作集》第四卷[3]。
- 1867年，鮑梯（M. Pauthier）根據魏源《海國圖志》中節本《長春真人西遊記》將此書翻譯為法文。
- 1888年俄國駐北京公使館醫生貝勒將英文翻譯本收入《中世紀研究》卷一中[4]。文前附譯者的序言，譯文長121頁，注釋337條。

## 編譯本
- 李志常（編撰）; 顧寶田、何靜文（新譯）. . 叢書系列：古籍今注新譯叢書(宗教類) (臺灣: 三民書局). 2008年1月1日: 197頁. ISBN 978-957-144-395-9 （中文（繁體））.